# باتريك هونغ
باتريك هونغ (بالصينية: 葉念琛) هو كاتب سيناريو ومخرج صيني، ولد في 1975 في هونغ كونغ في الصين.

## وصلات خارجية
- باتريك هونغ على موقع IMDb (الإنجليزية)
- باتريك هونغ على موقع ألو سيني (الفرنسية)
- باتريك هونغ على موقع أول موفي (الإنجليزية)
- باتريك هونغ على موقع قاعدة بيانات الفيلم (الإنجليزية)
- باتريك هونغ على موقع كينوبويسك (الروسية)